# Liste des quais de Nantes
Les quais de Nantes constituent une part importante des ouvrages fluviaux et des voies de circulation de la commune. La situation géographique de celle-ci, en fond d'estuaire de la Loire, à la confluence de l'Erdre et de la Sèvre nantaise, ainsi que la multitude d'îles fluviales qui s'y trouvaient naguère, multiplia le nombre de quais qui bordaient les divers cours d'eau (naturels ou artificiels) qui la parcouraient. Les quais du port de Nantes subsistent, d'autres ont disparu lors de comblements (particularité signalée par un astérisque*), notamment dans les années 1920-1930 (les bras Nord de la Loire et le cours inférieur de l'Erdre), et, pour la plupart, ont depuis pris la dénomination d'« Allée ».
Les quais sont présentés dans l'ordre géographique de l'amont vers l'aval.

## La Loire

### Bras de la Bourse
Ancien bras comblé.
Rive droite
- Allée du Port-Maillard*
- Allée de la Tremperie* (anciennement « Quai du Bouffay »)
- Allée Brancas*
- Allée de la Bourse*

Rive gauche :
- Allée Duguay-Trouin* (côté Nord de l'île Feydeau)

### Bras de l'Hôpital
Ancien bras comblé.
Rive droite
- Quai Turenne* (côté Sud de l'île Feydeau)

Rive gauche (côté Nord de l'île Gloriette) :
- Allée Baco*
- Allée de la Maison-Rouge*
- Quai de l'Hôpital* (aujourd'hui disparu, il se situait légèrement au Sud du boulevard Jean-Philippot)
- Allée de l'Île-Gloriette*

### Bras de la Madeleine
Rive droite
- Quai Magellan (côté Sud de l'île Gloriette)
- Quai Moncousu (côté Sud de l'île Gloriette)
- Quai de Tourville (côté Sud de l'île Gloriette)
- Quai André-Morice[1]
- Quai de la Fosse (son extrémité orientale n'est plus longée par le fleuve à la suite du comblement du « bras de la Bourse »)
- Quai Ernest-Renaud
- Quai Marquis-d'Aiguillon

Rive gauche (côtés Nord et Ouest de l'île de Nantes)
- Quai Dumont-d'Urville (disparu, il était situé au niveau du boulevard Gaston-Doumergue, entre les actuels ponts Aristide-Briand et Général-Audibert. Il ne doit donc pas être confondu avec le quai homonyme qui se trouve sur la rive opposée de l'île)
- Quai Hoche
- Quai André-Rhuys
- Quai François-Mitterrand
- Quai Fernand-Crouan
- Quai des Antilles

### Boire des Récollets
Ancien bras comblé.
- Quai de la Brasserie (à proximité dans l'ancien pont des Récollets).

### Bras de Pirmil
Rive droite (côté Sud de l'île de Nantes) :
- Quai Dumont-d'Urville
- Quai Président-Wilson

### Quais en aval de l'île de Nantes
Rive droite
- Quai Saint-Louis
- Quai du Cordon-Bleu
- Quai de la Roche-Maurice

## L'Erdre
En amont de l'ancien pont Morand.
Rive droite :
- Quai de la Jonelière
- Quai du Halleray
- Quai des Chantiers-Aubin
- Quai de Versailles

Rive gauche :
- Quai de la Motte-Rouge
- Quai Henri-Barbusse (anciennement « quai Barbin »)
- Quai Ceineray

En aval de l'ancien pont Morand, la rivière fut comblée jusqu'à la confluence avec la Loire pour donner naissance au cours des 50-Otages.
Rive droite :
- Allée des Tanneurs*
- Allée d'Orléans*
- Allée Cassard*

Rive gauche :
- Allée d'Erdre*
- Allée Duquesne*
- Allée Penthièvre*
- Allée Jean-Bart*

Le canal Saint-Félix fut, via le tunnel Saint-Félix, la nouvelle voie d'écoulement de la rivière.
Rive droite :
- Quai Ferdinand-Favre (côté Est de l'île Gloriette)

Rive gauche :
- Quai Malakoff

## Autres quais
Certains quais ont disparu, à la suite du comblement des voies d'eau qui les bordaient :
- quai Commandant-Charcot (ancien quai Richebourg), sur l'« étier de Mauves » ; il est devenu depuis l'allée Commandant-Charcot ;
- quai de Lourmel, sur la « gare d'eau » formée par l'ancien canal au Sud de la gare d'Orléans ; ce quai est devenu la rue de Lourmel ;
- quai Léon-Bureau, sur la rive Est du « canal Jollet » — ou « canal Nord-Sud » — au sein de l'ancienne Île de la Prairie au Duc ; il est devenu le boulevard Léon-Bureau.